# Vlog
Ein Video-Blog, auch als VLog oder V-Log (Aussprache [vlɒɡ] oder [viːlɒɡ]) bezeichnet, ist ein Blog (Weblog – Internet-Tagebuch) in Form von Videos. Es werden durch Webvideoproduzenten hierbei periodisch neue Videos veröffentlicht, die z. B. das Leben einer Person darstellen. Die Tätigkeit wird vloggen (englisch vlogging) genannt. Eine vloggende Person ist ein Vlogger.

## Geschichte
Der Begriff „Vlog“ ist ein Kofferwort aus „Video“ und „Blog“.
Seit es grafische Browser gibt, wurden auch Videos im Internet verlinkt. Nicht nur die langsame Datenübertragung verhinderte eine schnellere Verbreitung dieser technischen Anwendungsmöglichkeit von HTML. Auf ein Bild kann zwar ein Link gelegt werden, jedoch ist die Inhaltsanalyse bis heute noch ungelöst (Konvertierung von Bild zu Text als Basis weiterer Verlinkungsmöglichkeit). Ein Vlog steht gegenüber einem Blog aber bereits vor dem zusätzlichen Aufwand, dass nicht nur Filme hergestellt werden müssen, sondern diese – um sie für Hyperlinks und insbesondere für Web-Feeds zugänglich zu machen – ergänzend auch textbasiert dokumentiert werden müssen.
Steve Mann bezeichnete seine ersten Ergebnisse in diesem Umfeld als glogs (cyborg logs). Auch das Wort „Vog“ wird als Eigenbeschreibung benutzt. Durch die Verfügbarkeit von schnelleren Datenübertragungen werden aber auch immer mehr Blogs Videosequenzen aufnehmen und die Grenzen zwischen Blog und Vlog verwischen.
In Analogie zu einem Blog sind die Beiträge in einem Vlog überwiegend eigene Werke des Vloggers, darin unterscheidet sich ein Vlog von einer Sammlung von Web-Videos.

## Geovlog
Bei einem Geovlog werden einem Video noch zusätzlich geografische Daten wie Längen- und Breitengrad hinzugefügt. Mangels Unterstützung von Metainformationen in Videodateien geschieht dies durch spezielle Programmierung auf der Webseite, auf der das Video veröffentlicht wird. Zusätzlich können Geodaten in RSS-Feeds zu jeder Videopublikation hinzugefügt werden.

## Interpretationen
Blogger und Vlogger nutzen massenmediale Ergebnisse, um aus ihnen individuelle oder themenspezifische Zusammenträge und Kommentierungen zu generieren. Dennoch finden Vlogs zunehmend Anerkennung als journalistisches Medium und werden u. a. auch schon bei Awards mit Hinsicht zur Förderung der Pressefreiheit bedacht, so z. B. The BOBs.